# Mikołaj Chopin

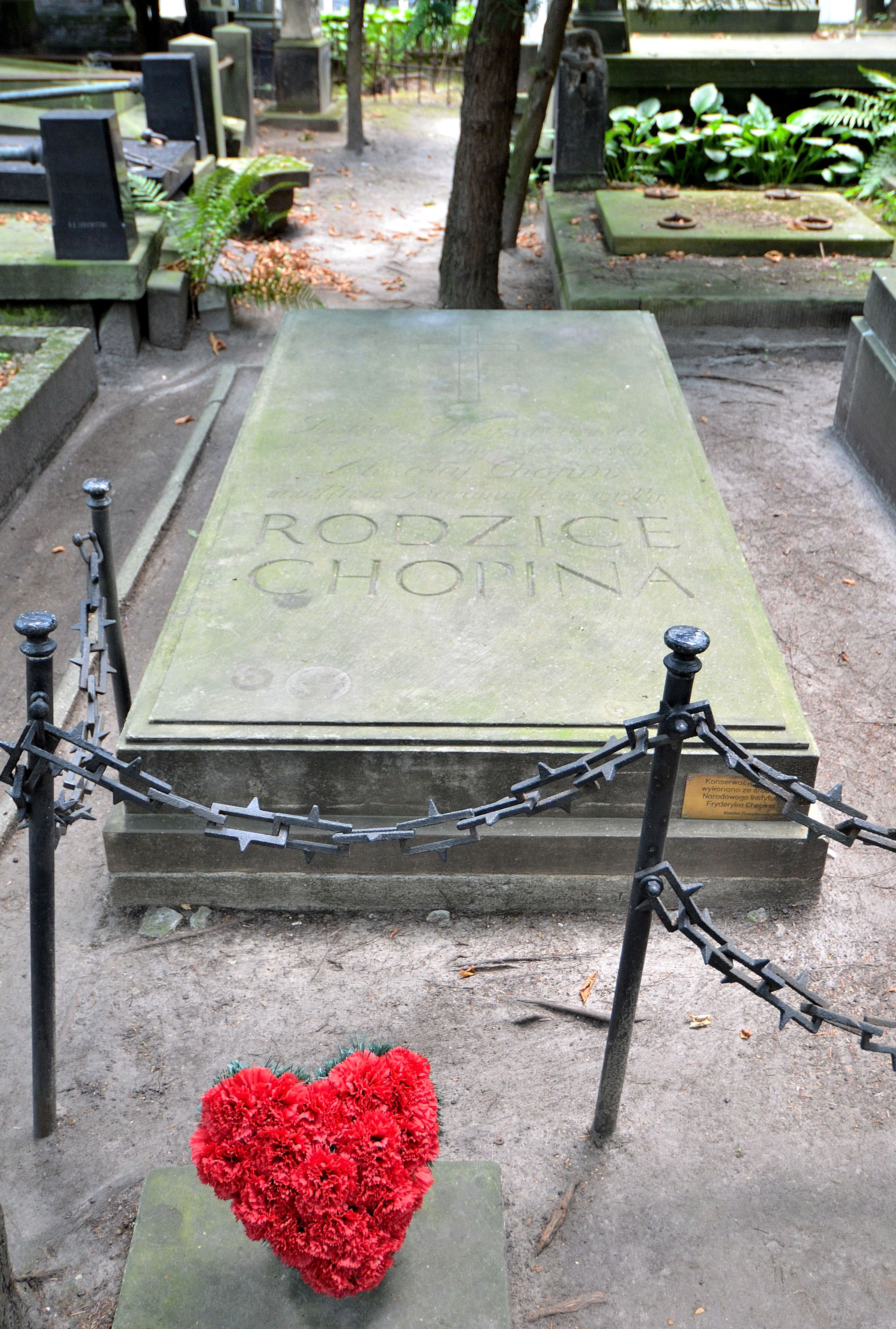
Grób rodziców Fryderyka na cmentarzu Powązkowskim w Warszawie

Mikołaj Chopin, właśc. Nicolas Chopin (ur. 15 kwietnia 1771 w Marainville-sur-Madon, zm. 3 maja 1844 w Warszawie) – nauczyciel języka francuskiego i guwerner, ojciec pianisty, pedagoga i kompozytora Fryderyka Chopina (1810–1849), syn kołodzieja i syndyka François Chopina i jego pierwszej żony Marguerite.

## Życiorys
Mikołaj urodził się we wsi Marainville-sur-Madon, w departamencie Wogezy, w prowincji Lotaryngia, we Francji, w rodzinie winogrodników i kołodziejów. Chłopiec zwrócił na siebie uwagę administratora posiadłości (należącej do Polaka – Michała Jana Paca), w której mieszkał wraz z rodziną. Był nim, również Polak, Adam Weydlich.
Gdy w 1787 Weydlich wracał do Polski, zabrał ze sobą Mikołaja i zatrudnił, szesnastoletniego wtedy chłopca, w założonej przez siebie fabryce tytoniu w Warszawie. Przez następne kilka lat Mikołaj pracował jako urzędnik i buchalter. Po trzech latach mimo nadarzającej się okazji nie odwiedził rodzinnego kraju, z którym nie utrzymywał kontaktów już do końca życia. W związku z wybuchem rewolucji francuskiej w 1789 i obawą o powołanie do wojska nie udał się do Strasburga w celu uregulowania interesów Paca, o co został poproszony.
W 1793 nastąpił II rozbiór Polski, przez co fabryka Weydlicha została zamknięta. W związku z małą nadzieją na znalezienie pracy w stolicy Mikołaj rozważał powrót do Francji. Plany zostały przerwane przez chorobę, która ustąpiła niedługo przed wybuchem insurekcji kościuszkowskiej w 1794. Wtedy wstąpił do warszawskiej milicji miejskiej, gdzie doszedł do stopnia porucznika. Po roku walk został ranny, co zbiegło się z upadkiem powstania.
Pozostając znów bez zajęcia, w niedługim czasie został zatrudniony jako guwerner u rodziny Łączyńskich w Kiernozi (powiat łowicki). Mieszkał tam przez sześć lat (ok. 1795–1801). Wśród dzieci, które uczył była Maria, później znana jako Pani Walewska (po mężu Anastazym Walewskim) kochanka Napoleona Bonaparte, z którym miała syna. Środkowa i wschodnia Europa była wówczas zalewana falą uciekinierów z obszarów objętych rewolucją we Francji, i bardzo wielu z nich utrzymywało się właśnie w sposób podobny do Mikołaja. Na ziemiach polskich nawet średnio zamożna szlachta posiadała w swoim domu francuskiego arystokratę, co należało do ówczesnej mody. Mikołaj nie należał do ludzi dobrze urodzonych, więc jego pozycja świadczy o dobrym wykształceniu i obyciu, jakie zdołał sobie przyswoić przez siedem lat pobytu w obcym kraju.
Następnych kilka lat Mikołaj spędził w Żelazowej Woli u rodziny Skarbków (krewnych Łączyńskich), gdzie uczył i opiekował się czwórką dzieci. W 1806 ożenił się z ubogą krewną Skarbków, mieszkającą i prowadzącą u nich dom, Teklą Justyną Krzyżanowską (córką Jakuba i Antoniny z Kołomińskich pochodzących ze wsi Długie). Chopina i Krzyżanowską łączyła wspólna pasja – muzyka. Justyna grała na fortepianie i śpiewała, zaś Mikołaj grywał na flecie i skrzypcach. Justyna wzmiankowana była w orszaku ślubnym Konstancji von Bruchentahl, wychodzącej za mąż za Jana Skarbka.
Po roku małżeństwa urodziła im się pierwsza córka – Ludwika (zam. Jędrzejewiczowa). Wtedy też przenieśli się do większego domu – dworskiej oficyny. 1 marca 1810 urodziło się drugie dziecko, jedyny syn, Fryderyk Chopin. Jego ojcem chrzestnym był Fryderyk Florian Skarbek, którego nauczycielem był Mikołaj. Około połowy tego samego roku Mikołaj i Tekla wraz z dziećmi przenieśli się do Warszawy do Pałacu Saskiego, w którym mieściło się Liceum Warszawskie, a w którym Mikołaj miał uczyć języka francuskiego.
Skarbek popadł w długi i uciekając z Księstwa Warszawskiego zostawił żonę z czwórką dzieci. Biorąc pod uwagę to, że ich wiek nie wymagał już opieki guwernera, było pewne, iż żona Skarbka nie będzie mogła utrzymać Chopinów. Prawdopodobnie Mikołaj myślał o przeprowadzce do stolicy jeszcze przed urodzeniem się syna.
W Warszawie 9 lipca 1811 urodziło się trzecie dziecko Chopinów – Izabella, a w 1812 czwarte – córka Emilia. Aby zrównoważyć rosnące wydatki na rodzinę, Mikołaj oprócz pracy w liceum był nauczycielem języka francuskiego w Szkole Aplikacyjnej i w Szkole Artylerii i Inżynierów. Po urodzinach czwartego dziecka Chopin awansował w liceum i objął wykłady w wyższych klasach.
Został pochowany na cmentarzu Powązkowskim w Warszawie. Pierwotne miejsce pochówku Justyny i Mikołaja w katakumbach powązkowskich uległo zniszczeniu w czasie II wojny światowej. Pod koniec maja 1948 zwłoki Chopinów ekshumowano i przeniesiono do nowego grobu na tym samym cmentarzu (kwatera 9-4-8).